# Synagoge (Pszczew)
Koordinaten: 52° 28′ 40,4″ N, 15° 46′ 49,4″ O

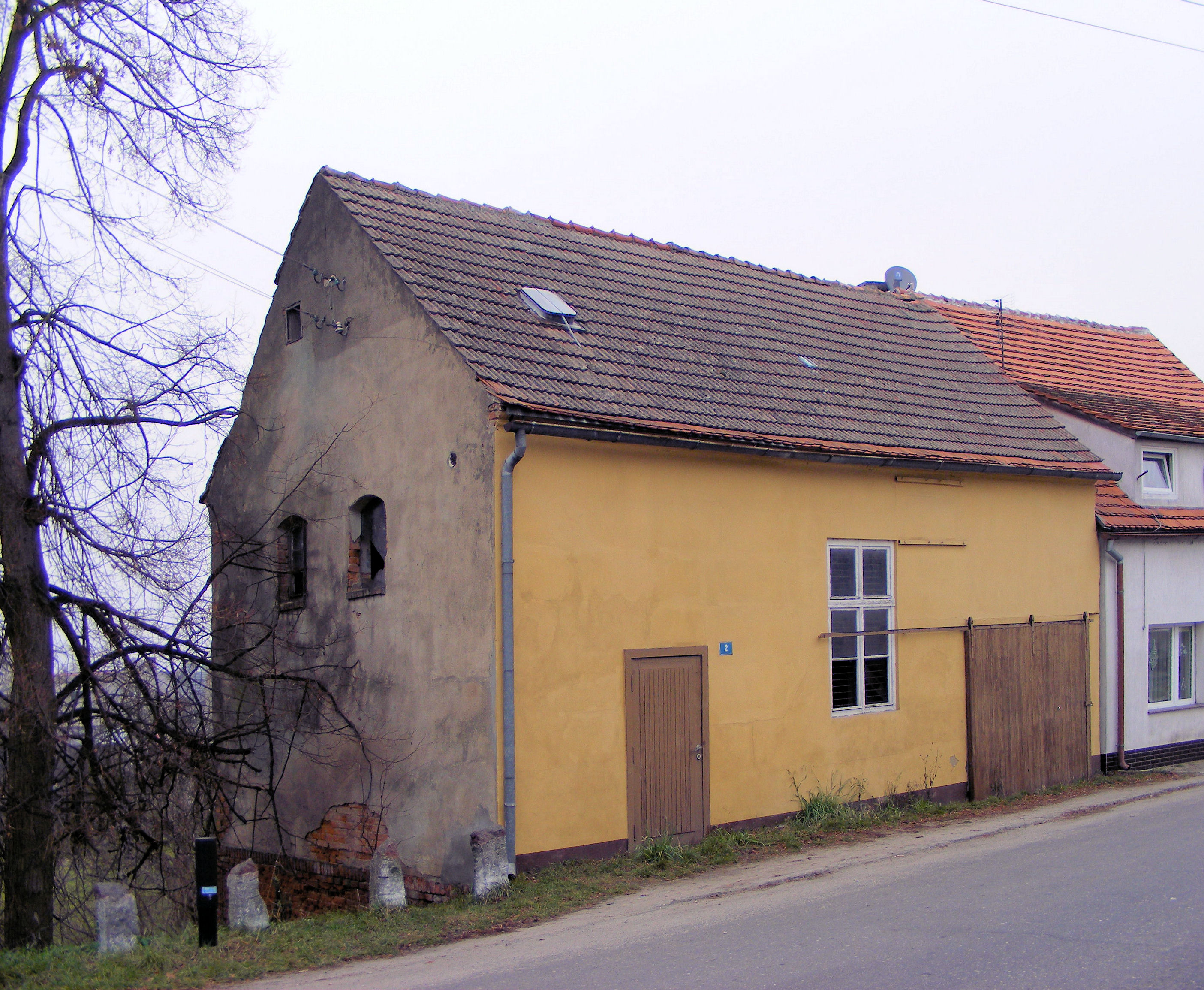
Ehemalige Synagoge in Pszczew

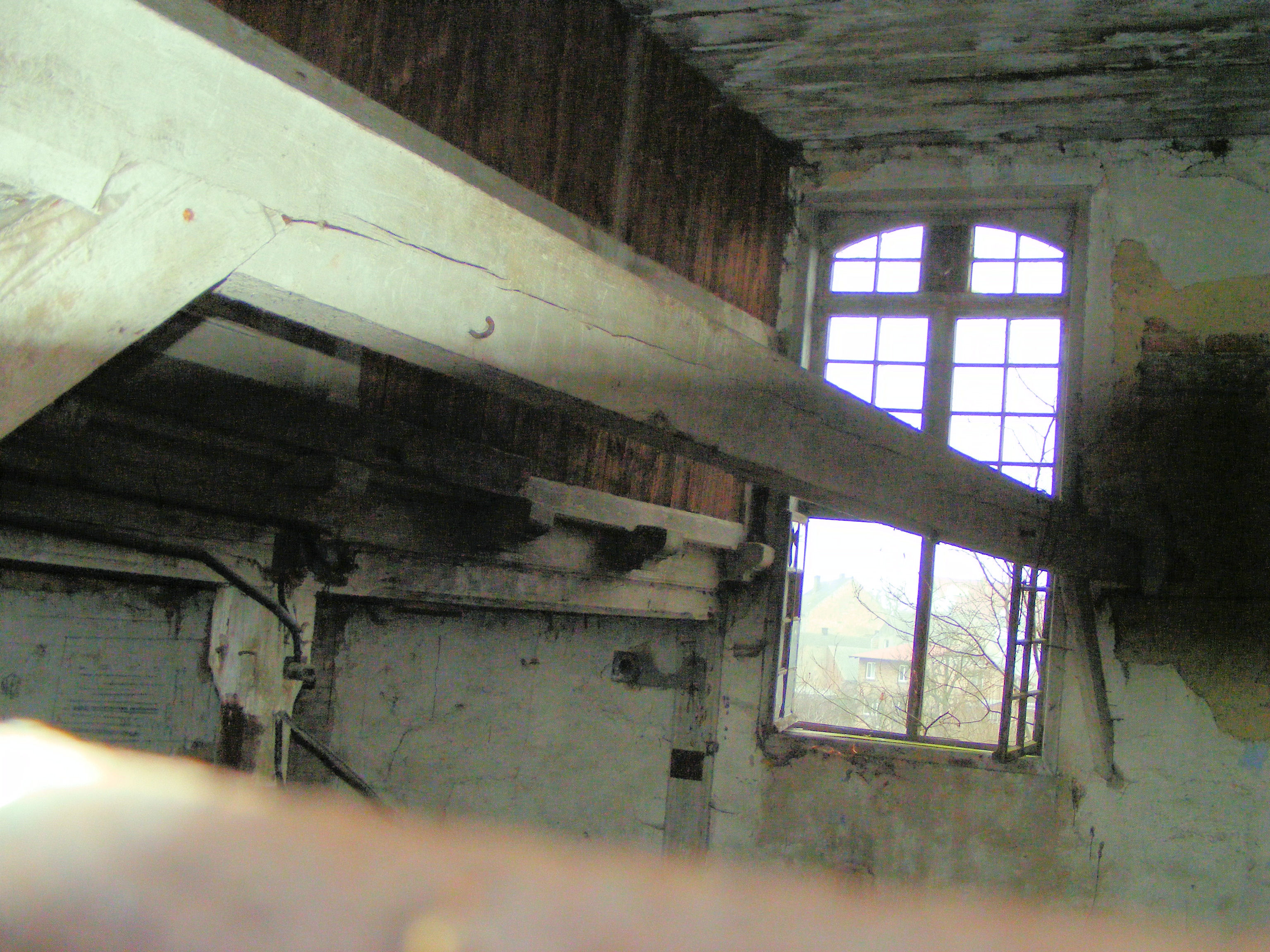
Innenansicht mit Frauenempore

Die Synagoge in Pszczew (deutsch Betsche), einem Dorf und Sitz einer Landgemeinde im Poviat Meseritz in der  Woiwodschaft Lebus in Polen, wurde 1854 errichtet. Die profanierte Synagoge befindet sich an der Meseritzer Straße 2.
Das Gebäude mit Satteldach ist sieben Meter breit und 11,20 lang. Die Frauenempore aus Holz ist heute noch erhalten.

## Geschichte
Im Jahr 1935 fand in der Synagoge der letzte Gottesdienst statt.
Während der Novemberpogrome 1938 wurde die Synagoge von SA-Männern verwüstet und danach von der Hitlerjugend zweckentfremdet.
Nach dem Krieg nutzte der Maler Otto Lemie das Synagogengebäude als Atelier.